# Siphonophora columbianum
Siphonophora columbianum är en mångfotingart som beskrevs av Carl 1914. Siphonophora columbianum ingår i släktet Siphonophora och familjen Siphonophoridae. Inga underarter finns listade i Catalogue of Life.